# 猛獣性少年少女
『猛獣性少年少女』（もうじゅうせいしょうねんしょうじょ）は、中田ゆみによる日本の漫画。『チャンピオンRED』（秋田書店）にて、2016年8月号から2018年8月号まで連載。

## 登場人物
宇佐見 亨（うさみ とおる）
主人公。高2の15歳。背が低いのがコンプレックス。
綾部と付き合っている。愛称は「ウサ」「ウサくん」。
綾部 玲里（あやべ れり）
ヒロインで宇佐見の彼女。高2の16歳。身長が高く黒髪も長い。超巨乳。「ヒョウ」の体質をしている。肉料理好き。料理は得意だが作る量も多い。図書委員を務めている。
幼少時、宇佐見や江田島とは幼馴染であったが引っ越していた。宇佐見と付き合ってからは、江田島や伊勢崎を警戒しており、彼女らが宇佐見に接触するのに気付くと、すぐに割って入り宇佐見を抱き締めるように守る。
江田島 天乃（えだじま あまの）
生徒会長。宇佐見や綾部とは幼馴染。高2の16歳。「フクロウ」の性質をしている。
人懐っこい性格。容姿も端麗で緩やかなウェーブをかけた髪に宝石のような瞳をしており、学園内で非常に人気がある。宇佐見を気に入っており絡みに来るので綾部に警戒されている。
伊勢崎 蘭花（いせさき らんか）
見た目はギャル。「オオカミ」の性質をしている。数学が得意。徐々に宇佐見（の匂い）に好意を寄せるようになり、絡むようになったので、綾部に警戒されている。
宇佐見 千佳（うさみ ちか）
亨の妹。兄が大好き。
宇佐見 加奈（うさみ かな）
亨の姉。社会人。ストレス発散が料理のため料理が上手、亨の弁当を作ったりもする。酒好き。

## 書誌情報
- 中田ゆみ『猛獣性少年少女』 秋田書店〈チャンピオンREDコミックス〉、全3巻
  1. 2017年4月20日発売[1]、ISBN 978-4-253-23688-1
  2. 2017年12月20日発売[2]、ISBN 978-4-253-23689-8
  3. 2018年10月19日発売[3]、ISBN 978-4-253-23690-4
- 中田ゆみ 『（新装版）猛獣性少年少女』出版社：電書バト、既刊4巻（2023年6月現在）、全6巻予定
  1. 2023年4月1日発売、旧第1巻を2分冊化し、単行本未収録の読切作品と描き下ろしカットを加えて再編集した新装版1巻
  2. 2023年5月1日発売、旧第1巻を2分冊化し、イラスト集や描き下ろしカットを加えて再編集した新装版2巻
  3. 2023年5月1日発売、旧第2巻を2分冊化し、描き下ろし幕間１コマ漫画等を加えて再編集した新装版3巻
  4. 2023年6月1日発売、旧第2巻を2分冊化し、イラスト集や描き下ろし幕間1コマ漫画等を加えて再編集した新装版4巻
  5. 2023年発売予定
  6. 2023年発売予定